# Witold Folejewski
Witold Folejewski (ur. 12 maja 1909 w Wilnie, zm. 24 sierpnia 1969 w Porębie Wielkiej k. Mszany Dolnej) – polski zootechnik, prof. dr hab., związany z Uniwersytetem Przyrodniczym w Poznaniu.

## Życiorys

### Dzieciństwo i młodość
Był synem Józefa – sędziego, a później prezesa sądu wojewódzkiego i prezydenta Wilna i Bronisławy Folejewskiej de domo Chajkowskiej; jego matka –  rozwiodła się z mężem i wyszła za mąż za wdowca, Władysława Orkana.
Witold Folejewski spędził dzieciństwo w Wilnie; tam w 1928 zdał maturę i rozpoczął studia rolnicze na Uniwersytecie Stefana Batorego. Pracę dyplomową nt. Studia nad koniem oszmiańskim (zob. też konik polski) wykonał w Zakładzie Hodowli Zwierząt pod opieką Tadeusza Vetulaniego (kierownika Zakładu).

### Praca zawodowa na wileńszczyźnie
Po otrzymaniu dyplomu (1935 r.) podjął pracę w Wileńskiej Izbie Rolniczej – był instruktorem drobnych gospodarstw i odbył praktykę w Zakładzie Doświadczalnictwa Zootechnicznego profesora Mieczysława Czaji, a następnie otrzymał stanowisko asystenta doświadczalnictwa i kierownika Działu Hodowli Zwierząt w macierzystym uniwersytecie, które zajmował do 1936 r..

### Okres 1936–1945
W roku 1936 został zatrudniony, jako starszy asystent w Katedrze Szczegółowej Hodowli Zwierząt Uniwersytetu Poznańskiego (UP), której kierownictwo objął w 1935 r. Tadeusz Vertuliani. W okresie 1936–1939 aktywnie pracował naukowo – opublikował 21 publikacji naukowych (2 w renomowanych czasopismach zagranicznych); wybuch II wojny światowej przerwał te badania.
W chwili wybuchu wojny przebywał w Wilnie. Pozostał tam do zajęcia miasta przez Niemców. W roku 1942 przedostał się na Podhale, do domu Władysława Orkana („Orkanówce”); przebywał tam do końca okupacji, prowadząc niebezpieczną działalność oświatową (zob. Goralenvolk).

### Okres powojenny
W kwietniu 1945 r. wrócił do Katedry Szczegółowej Hodowli Zwierząt UP na stanowisko starszego asystenta. Pod kierunkiem prof. T. Vetulaniego wykonał i obronił (1947) pracę doktorską na temat krajowej rasy owiec (karnówka). W kolejnych latach prowadził badania dotyczące doskonalenia rodzimych ras zwierząt gospodarskich, hematologii i genetyki zwierząt; techniki hematologii opanował w czasie półrocznych studiów na Uniwersytecie Jagiellońskim. Uzyskał habilitację w zakresie ogólnej hodowli zwierząt w 1951 r.; stanowisko profesora nadzwyczajnego otrzymał w roku 1954, a profesora zwyczajnego – w roku 1964. Od 1952 r. zajmował stanowisko kierownika Katedry Ogólnej Hodowli Zwierząt w Wyższej Szkole Rolniczej, wyodrębnionej z UP; w latach 1960-1964 był dziekanem Wydziału Zootechnicznego UP.

## Publikacje
- Witold Folejewski, Studia nad karnówką (polska owca krajowa)̨, PAU 1948[5]
- Witold Folejewski, Zależności morfologicznego składu  krwi bydła od rasy (rozprawa habilitacyjna, 1951)[1]
- Witold Folejewski, Podstawowe wiadomości z hodowli bydła: skrypt dla studentów wydziału rolnego (1955)[6]
- Zygmunt Moczarski, Witold Folejewski, Maria Lippoman, Próba oszacowania wartości hodowlanej rodzin krów (1963)[7]

## Życie prywatne
Witold Folejewski ożenił się w roku 1934 z Wilhelminą Juchno.
Zmarł nagle w wieku 60 lat w czasie pobytu w „Orkanówce” (której był spadkobiercą). Został pochowany na cmentarzu w Niedźwiedziu, na którym znajduje się też grób córki Orkana, Zosi.